# Medaille van de Kruiser Hamidiye
De Medaille van de Kruiser Hamidiye, in het Turks "Hamidiye Kruvazoru Humayunu Madalyasi" geheten, werd in 1913 door sultan Mehmed Reshad ingesteld. In de twee opvolgende Balkanoorlogen werd Turkije vernietigend verslagen en verloor het vrijwel al haar Europese grondgebied. Het enige lichtpuntje was het succes van de kruiser Hamidiye. Dit schip wist een aantal Griekse oorlogsbodems tot zinken te brengen en hoewel honderdduizenden mannen hun leven voor hun sultan hebben gewaagd, waren kapitein Rauf Bey en zijn 394 officieren en matrozen de enigen die na de oorlog een herinneringsmedaille ontvingen.
De ronde, bronzen medaille is 31½ millimeter breed en draagt aan de voorzijde de tughra van de sultan te midden van golven. Op de keerzijde staat de kruiser afgebeeld en is ruimte voor een inscriptie. Het lint was rood met brede groene randen.
Medailles en eretekens van het Ottomaanse Rijk

Chelengk · 
Orde van het Huis van Osman · 
Orde van het Verheven Portret · 
Orde van de Halve Maan · 
Orde van de Glorie · 
Orde van de Eer · 
Hoge Orde van de Eer · 
Orde van Osmanie · 
Orde van Mejidie · 
Orde van Liefdadigheid · 
Orde van Onderwijs · 
Orde van het Ottomaanse Parlement · 
Orde van Verdienste voor de Landbouw ·
Medaille van de Orde van de Eer · 
Liyakat Medaille · 
IJzeren Halve Maan · 
De lijst van 21 Turkse campagnemedailles

Medailles en ertetekens van de Turkse Republiek

Turkse Onafhankelijkheidsmedaille · 
Orde van Verdienste van de Turkse Strijdkrachten · 
Legioen van Aanbeveling van de Turkse Strijdkrachten · 
Legioen van Eer van de Turkse Strijdkrachten · 
Legioen van Verdienste van de Turkse Strijdkrachten · 
Medaille van Eer van de Turkse Strijdkrachten · 
Medaille van de Strijdkrachten voor Belangrijke Diensten · 
Medaille van de Strijdkrachten voor Opvallende Moed en Zelfopoffering · 
Medaille voor Eervolle Vermelding van de Turkse Strijdkrachten · 
Medaille voor Prestaties van de Turkse Strijdkrachten